# Balangkayan
Balangkayan è una municipalità di quinta classe delle Filippine, situata nella Provincia di Eastern Samar, nella Regione del Visayas Orientale.
Balangkayan è formata da 15 baranggay:
- Balogo
- Bangon
- Cabay
- Caisawan
- Cantubi
- General Malvar
- Guinpoliran
- Julag
- Magsaysay
- Maramag
- Poblacion I
- Poblacion II
- Poblacion III
- Poblacion IV
- Poblacion V